# Ancien siège du Crédit du Nord Belge
L'ancien siège du Crédit du Nord Belge est un hôtel de maître de style de transition Régence / Louis XV situé à Bruxelles en Belgique.

## Localisation
L'immeuble se dresse au numéro 32 de la rue du Fossé aux Loups, à quelques dizaines de mètres de la rue Neuve, de la place de Brouckère et de l'ancien siège de la Caisse Générale d'Épargne et de Retraite.

## Historique
Cet hôtel de maître a été édifié au milieu du XVIIIe siècle en style de transition Régence / Louis XV.
Devenu « Hôtel de la Poste » au XIXe siècle, il est occupé à partir de 1920 par une banque, le « Crédit du Nord Belge ». Il abrite actuellement un restaurant.
Il fait l'objet d'un classement au titre des monuments historiques depuis le 20 janvier 2005 sous la référence 2043-0679/0.

## Architecture

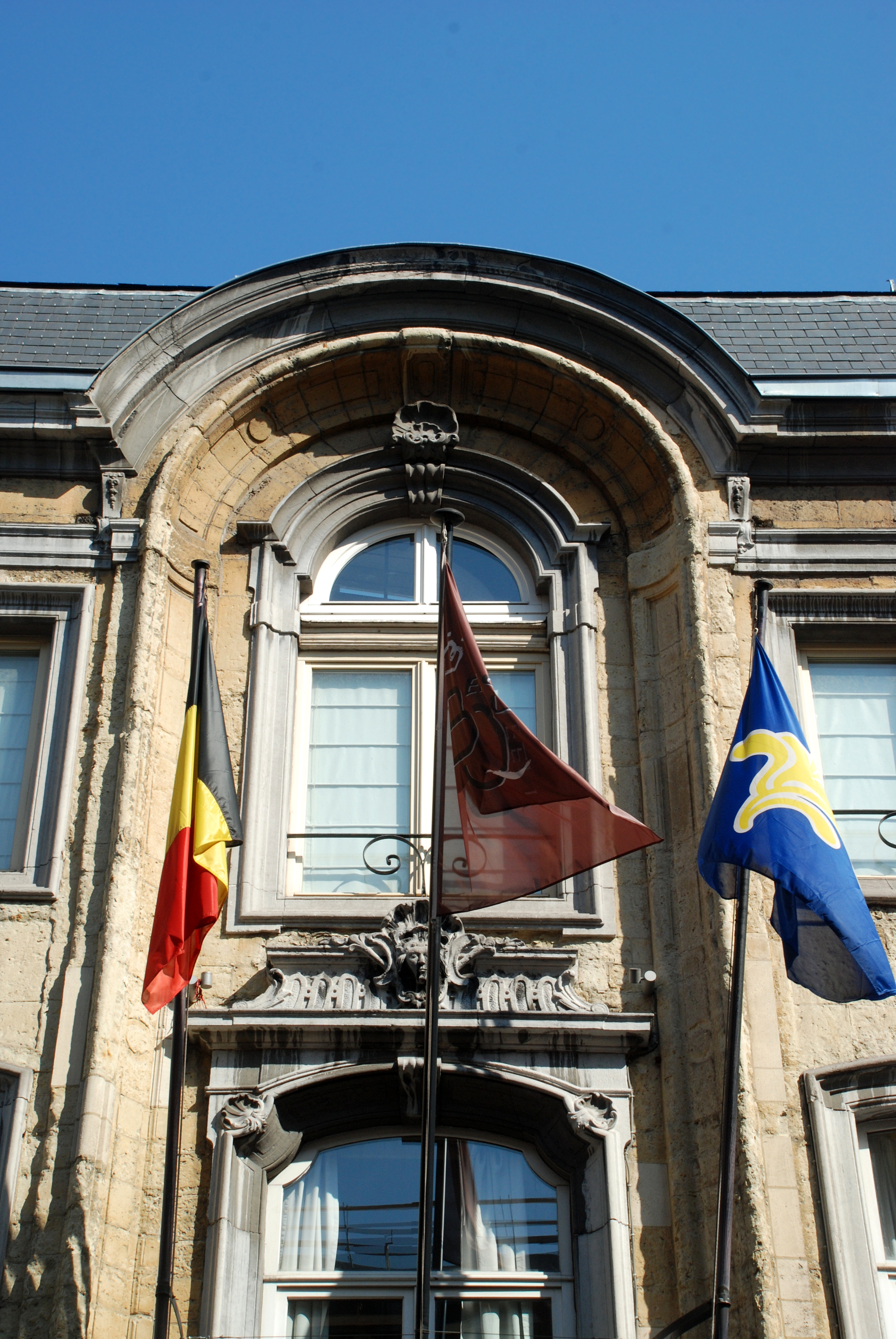
Travée axiale

## Accessibilité
| ___ | Ce site est desservi par la station de métro : De Brouckère. |